# Sitnåivetjärnarna (Jokkmokks socken, Lappland, 737759-169781)
Sitnåivetjärnarna är en sjö i Jokkmokks kommun i Lappland och ingår i Luleälvens huvudavrinningsområde. Sjön har en area på 0,0847 kvadratkilometer och ligger 353 meter över havet.

## Delavrinningsområde
Sitnåivetjärnarna ingår i det delavrinningsområde (737781-169808) som SMHI kallar för Utloppet av Sitnåivetjärnarna. Medelhöjden är 359 meter över havet och ytan är 0,32 kvadratkilometer. Det finns inga avrinningsområden uppströms utan avrinningsområdet är högsta punkten. Vattendraget som avvattnar avrinningsområdet har biflödesordning 3, vilket innebär att vattnet flödar genom totalt 3 vattendrag innan det når havet efter 159 kilometer. Avrinningsområdet består mestadels av skog (74 procent). Avrinningsområdet har 0,09 kvadratkilometer vattenytor vilket ger det en sjöprocent på 26,7 procent.